# Cocamidmonoethanolamin
Cocamidmonoethanolamin ist eine Mischung aus Ethanolamiden von Fettsäuren, die aus Kokosnussöl gewonnen werden.

## Gewinnung und Darstellung
Cocamidmonoethanolamin kann durch Reaktion von Monoethanolamin mit Fettsäuren in Kokosöl gewonnen werden.

## Eigenschaften
Cocamidmonoethanolamin ist ein brauner, körniger Feststoff, der wasserlöslich ist. Der pH-Wert einer 10%igen wässrigen Lösung liegt bei 9,5–10,5.

## Verwendung
Cocamidmonoethanolamin wird als kosmetische Inhaltsstoff verwendet und fungiert als Tensid-Schaumverstärker und als Mittel zur Erhöhung der Viskosität von Wasser.

## Sicherheitshinweise
Auf der Grundlage der begrenzten verfügbaren Daten zu Cocamidmonoethanolamin und der Daten zu den zuvor geprüften Inhaltsstoffen, insbesondere Cocamide DEA, wurde der Schluss gezogen, dass die Verbindung in Produkten zum Abspülen sicher ist und in Konzentrationen von bis zu 10 % in Produkten zum Auftragen auf die Haut sicher ist. Es wurde jedoch auch festgestellt, dass Cocamidmonoethanolamin nicht als Inhaltsstoff in kosmetischen Mitteln verwendet werden sollte, in denen N-Nitroso-Verbindungen gebildet werden, oder in Formulierungen, die in die Luft gelangen.